# Manuel Alejandro Aponte Gómez
Manuel " Aponte " Alejandro Gómez Diaz (Tecpan De Galeana, Guerrero; 10 de diciembre de 1974 - La Cruz, Sinaloa;  8 de abril de 2014) fue un criminal mexicano y teniente del jefe del Cártel de Sinaloa de México, Joaquín Guzmán. Aponte se desempeñó anteriormente en el ejército mexicano y trabajó en varios carteles mexicanos justo después que Vicente Fox llegue a gobernar México. Después de conocer a Guzmán, Aponte fue designado como su jefe de seguridad. Como Guzmán llegó a ser más querido por numerosas leyes de organismos de control, Aponte lo ayudó a escapar, mediante la construcción de varios túneles subterráneos del norte de México. Desde la captura de Guzmán en 2014, Aponte luchó para dirigir el Cártel de Sinaloa. El 8 de abril de 2014, Aponte fue torturado y baleado varias veces. Junto con sus otros socios, su cuerpo fue arrojado en Sinaloa.  Tenía 39 años de edad en el momento de su muerte.